# Куеста (фізична географія)

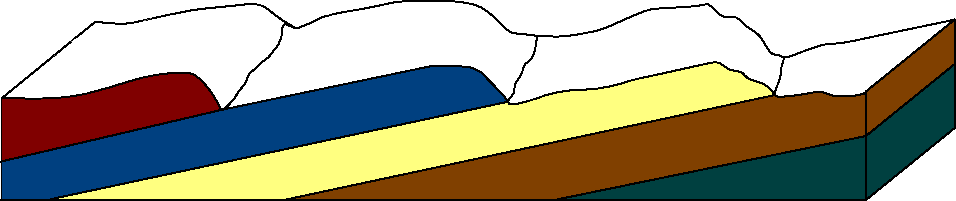
Схема будови куести

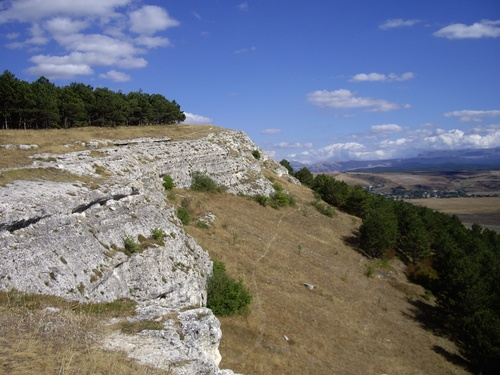
Крутий схил куести у Кримських горах(південно-західний мікрорайон Сімферополя - Залісся)

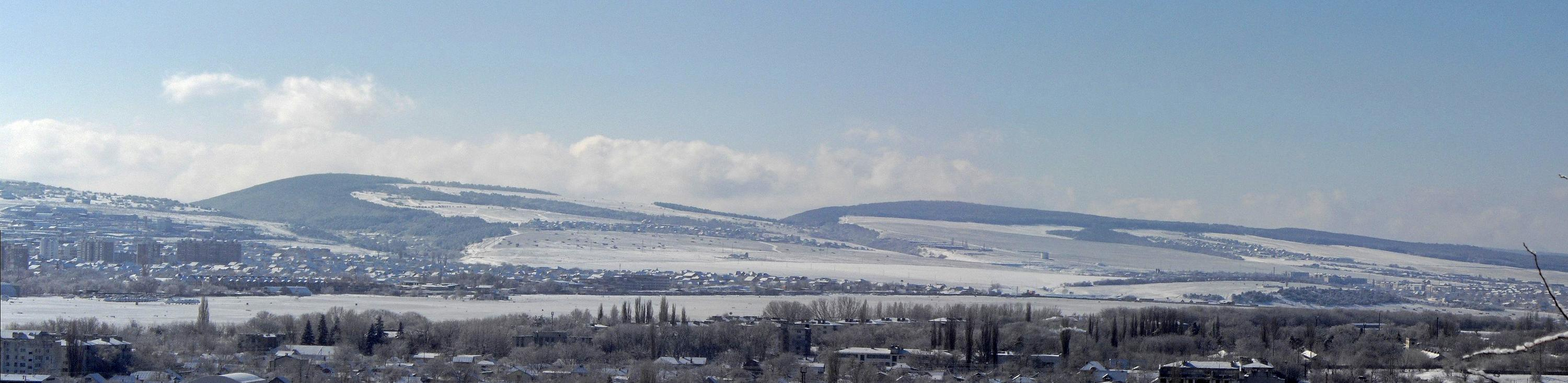
Куести на околиці Сімферополя

Куе́ста (англ. cuesta, нім. Cuesta f від ісп. Cuesta — укіс, схил гори) — асиметричний гірський хребет у формі витягнутих гряд з несиметричними схилами, з одним довгим, пологим і рівним, який іде по поверхні напластування порід та іншим — крутим, виробленим поперек шаруватості. Така морфологічна форма рельєфу утворюється, коли пласти гірських порід залягають моноклінально. Пологий схил куести збігається з падінням стійких пластів «ерозійної броні», крутий схил — зрізає пласти поперек залягання. Утворені шляхом денудації. 
Куести розташовані на Північному Кавказі, в Криму, у Франції та інших місцях.